# Junioren-Handball-Afrikameisterschaft der Männer
Die Junioren-Handball-Afrikameisterschaft der Männer (französisch Championnat d’Afrique des nations junior masculin de handball) ist die kontinentale Handballmeisterschaft Afrikas für U-21-Nationalmannschaften. Der Wettbewerb wird seit 1980 vom afrikanischen Handballverband Confédération Africaine de Handball (CAHB) organisiert. Die Meisterschaft findet im Zwei-Jahres-Rhythmus statt und dient gleichzeitig als Qualifikationsturnier für die U-21-Handball-Weltmeisterschaft der Männer.

## Die Turniere im Überblick
| 1980 Details | Lagos      | Nigeria                                   | 13:11                                     | Tunesien                                  | Algerien                                  | 18:12                                     | Ägypten                                   |
| 1982 Details | Cotonou    | Ägypten                                   | 12:11                                     | Algerien                                  | Nigeria                                   | – 1                                       | unbekannt                                 |
| 1984 Details | Bauchi     | Ägypten                                   | 18:15                                     | Nigeria                                   | unbekannt                                 | ?                                         | unbekannt                                 |
| 1986 Details | Algier     | Algerien                                  | 17:12                                     | Ägypten                                   | Tunesien                                  | 23:22                                     | Nigeria                                   |
| 1988 Details | Tunis      | Algerien                                  | – 1                                       | Ägypten                                   | Tunesien                                  | – 1                                       | Nigeria                                   |
| 1990 Details | Kairo      | Ägypten                                   | – 1                                       | Algerien                                  | Tunesien                                  | – 1                                       | Marokko                                   |
| 1992 Details | Tunis      | Ägypten                                   | – 1                                       | Algerien                                  | Tunesien                                  | – 1                                       | (keine weiteren Teilnehmer)               |
| 1994 Details | Kairo      | abgesagt wegen zu geringer Teilnehmerzahl | abgesagt wegen zu geringer Teilnehmerzahl | abgesagt wegen zu geringer Teilnehmerzahl | abgesagt wegen zu geringer Teilnehmerzahl | abgesagt wegen zu geringer Teilnehmerzahl | abgesagt wegen zu geringer Teilnehmerzahl |
| 1996 Details | Kairo      | Tunesien                                  | – 1                                       | Ägypten                                   | Algerien                                  | – 1                                       | Guinea                                    |
| 1998 Details | Abidjan    | Ägypten                                   | 32:25                                     | Tunesien                                  | Angola                                    | ?                                         | Elfenbeinküste                            |
| 2000 Details | Tunis      | Ägypten                                   | ?                                         | Tunesien                                  | Algerien                                  | ?                                         | Südafrika                                 |
| 2002 Details | Cotonou    | Tunesien                                  | 22:21                                     | Ägypten                                   | Algerien                                  | – 1                                       | Republik Kongo                            |
| 2004 Details | Abidjan    | Ägypten                                   | 28:19                                     | Tunesien                                  | Republik Kongo                            | ?                                         | Elfenbeinküste                            |
| 2006 Details | Abidjan    | Ägypten                                   | 26:25                                     | Tunesien                                  | Angola                                    | 36:32                                     | Algerien                                  |
| 2008 Details | Tripolis   | Tunesien                                  | 26:19                                     | Libyen                                    | Marokko                                   | 34:28                                     | Algerien                                  |
| 2010 Details | Libreville | Ägypten                                   | 38:31                                     | Tunesien                                  | Algerien                                  | 32:24                                     | Benin                                     |
| 2012 Details | Abidjan    | Tunesien                                  | 41:25                                     | Republik Kongo                            | Ägypten                                   | 27:22                                     | Angola                                    |
| 2014 Details | Nairobi    | Ägypten                                   | 25:23                                     | Tunesien                                  | Angola                                    | 29:25                                     | Algerien                                  |
| 2016 Details | Bamako     | Tunesien                                  | – 1                                       | Ägypten                                   | Algerien                                  | – 1                                       | Burkina Faso                              |
| 2018 Details | Marrakesch | Ägypten                                   | – 1                                       | Tunesien                                  | Nigeria                                   | – 1                                       | Marokko                                   |
| 2020 Details | Casablanca | abgesagt aufgrund der Covid-19-Pandemie   | abgesagt aufgrund der Covid-19-Pandemie   | abgesagt aufgrund der Covid-19-Pandemie   | abgesagt aufgrund der Covid-19-Pandemie   | abgesagt aufgrund der Covid-19-Pandemie   | abgesagt aufgrund der Covid-19-Pandemie   |
| 2022 Details | Kigali     | Ägypten                                   | 35:15                                     | Algerien                                  | Tunesien                                  | 24:22                                     | Angola                                    |
| 2024 Details | Mahdia     | Ägypten                                   | 29:25                                     | Tunesien                                  | Algerien                                  | 23:20                                     | Marokko                                   |

### Rangliste
| Rang | Land             | Titel | Jahr(e)                                                                | 2. Platz | 3. Platz | Medaillen total |
| ---- | ---------------- | ----- | ---------------------------------------------------------------------- | -------- | -------- | --------------- |
| 1    | Ägypten          | 12    | 1982, 1984, 1990, 1992, 1998, 2000, 2004, 2006, 2010, 2014, 2018, 2022 | 5        | 1        | 18              |
| 2    | Tunesien         | 5     | 1996, 2002, 2008, 2012, 2016                                           | 8        | 5        | 18              |
| 3    | Algerien         | 2     | 1986, 1988                                                             | 4        | 6        | 12              |
| 4    | Nigeria          | 1     | 1980                                                                   | 1        | 2        | 4               |
| 5    | Republik Kongo   |       |                                                                        | 1        | 1        | 2               |
| 6    | Libyen           |       |                                                                        | 1        |          | 1               |
| 7    | Mosambik         |       |                                                                        |          | 3        |                 |
| 8    | Marokko          |       |                                                                        |          | 1        | 1               |
| –    | unbekannt (1984) |       |                                                                        |          | 1        | 1               |